# Jean Jullien (dessinateur)
Pour les articles homonymes, voir Jean Jullien et Jullien.
Jean Jullien, né le 14 mars 1983 à Cholet en France, est un artiste peintre, illustrateur et dessinateur.

## Biographie
Jean Jullien naît d'une mère architecte et scénographe à Cholet le 14 mars 1983 et grandit à Nantes. N'ayant pas réussi à rentrer aux Beaux-Arts, il suit un BTS en communication visuelle au lycée des métiers Le Paraclet à Quimper, où il est notamment élève de Fañch Le Henaff avant de poursuivre ses études au Central Saint Martins College of Art and Design et au Royal College of Art à Londres.

### Carrière d'artiste
En 2012, Le Voyage à Nantes lui confie l'aménagement de l'œuvre-bar Le Nid située en haut de la tour Bretagne à Nantes,,. En 2013, après avoir exposé à Londres dans la Kemistry Gallery, il expose dans deux galeries parisiennes, sa série Allô ?, pour laquelle il a de très bons retours. En 2015, il expose de nouveau à Paris dans les galeries L'Imprimerie et Colette. Cette même année, Jean Jullien est présenté par M, le magazine du Monde, comme un « illustrateur français renommé sur la scène internationale des arts graphiques ».
En janvier 2015, après l'attentat contre Charlie Hebdo, il s'exprime à travers une illustration représentant un fusil mitrailleur s'opposant à un crayon puis, à la suite des attentats du 13 novembre 2015 en France, il crée le symbole du slogan de solidarité « Peace for Paris »,. Cette illustration est une variation du symbole de Peace and love modifiée pour intégrer la Tour Eiffel. L'image s'est rapidement répandue en ligne et a été utilisée dans le monde entier pour des messages de solidarité et de paix contre le terrorisme.
Il propose du 1er juillet au 28 août 2016 une exposition d'affiches (nommée Recyclage.) à Nantes. Une soixantaine d'œuvres sont ainsi disposées sur divers panneaux et arrêts de bus. Le magazine critique Télérama écrit que Jean Jullien « croque d'un regard aigu et tendre notre monde contemporain, [...] va à l'essentiel. Quelques traits d'encre au pinceau, des aplats de couleur apposés à la palette graphique, de l'humour, et voilà un coq gaulois affublé d'une étiquette Made in China, la statue de la Liberté accro au téléphone portable, ou une jeune femme s'exerçant sur un vélo d'appartement avec un enfant sur son porte-bagage. »
En novembre 2016 il réalise l'affiche pour le seizième mois des produits tripiers puis celle du festival Jazz sous les pommiers en 2017. La même année il illustre un article sur les séries télévisées écrit par Cécile Mury pour Télérama. Il expose au même moment à Bangkok
En 2016, Jean Jullien fait partie des 15 illustrateurs invités par La Guarimba International Film Festival à participer à l'exposition Artists for La Guarimba dans le cadre du festival.

#### Développement de la carrière d'artiste peintre
En 2017, il est invité à l'exposition collective Art Is Comic au musée MIMA à Bruxelles.
Le volet Jaune est la première exposition de peinture de Jean Jullien à la galerie Alice à Bruxelles. Son travail est ensuite présenté en galerie au Japon, en France, aux Pays-Bas, aux États-Unis et Corée du Sud et dans les Musée en 2020 au MAC-LYON dans le cadre d'une exposition collective, au Wooyang Museum of Contemporary Art et au MIMA en 2023 pour des expositions personnelles.

### Un art protéiforme
Jean Jullien propose un travail protéiforme : après avoir créé Le Nid en 2012, il œuvre dans la publicité et décore des vêtements coréens en 2017. Il diversifie ses créations avec le textile ; à la toute fin 2017, il réalise un tee-shirt de la collection Champion d'Essential Homme, dans sa capsule en édition limitée Artists Series (dans laquelle participent également Jody Barton et Yu Nagaba), après avoir en septembre collaboré pour la seconde fois avec Olow. En 2019, il dessine plusieurs habits pour Petit Bateau.
En 2016 et 2018, il propose deux gammes de vaisselles décorées, une aux visages humains, « Faces plates »,, et une avec des têtes d'animaux. En 2018, il propose à la vente un calendrier de l'Avent, réalisé en collaboration avec La Maison Plisson.
Jean Jullien illustre la chanson Imagine de John Lennon dans un album publié aux éditions Little Urban pour Amnesty International. Il sort le 21 septembre 2017, à l'occasion de la Journée internationale de la paix. Les dessins suivent un pigeon qui voyage à travers le monde pour diffuser son message pacifiste. L'ouvrage est suivi par Je veux être le héros d'une histoire qui fait peur, un conte pour enfants scénarisé par Sean Taylor et sorti à l'occasion d'Halloween 2017.
À partir de 2018, le Français expose son travail d'atelier en galerie et au musée. Son médium de prédilection est la peinture, mais il présente aussi des sculptures de silhouettes de personnages découpées de toutes les tailles qu'ils nomment les "paper people", des sculptures extérieures comme celles du Jardin Des Plantes de Nantes en 2020 et réalise des installations in situ dans les musées. En 2022, 5 œuvres restent en permanence à Nantes, deux en dehors du Jardin des Plantes
L'artiste dessine et peint des planches de surf originales produites en partenariat avec des fabricants comme Fernand Surfboards en 2021ou Fiber Shape

## Expositions

### Expositions Personnelles
2023
- "STUDIOLO", Mima Museum, Brussels, Belgium[42]
- Still, There", Wooyang Museum of Contemporary Art, Seoul, South Korea

2022
- "The departure", GINZA SIX, Tokyo, Japan
- Filili Viridi", le voyage à nantes, Nantes, France
- "Then, There", DDP, Seoul, South Korea
- "BYE BYE BLUE", ALICE Gallery, Brussels, Belgium

2021
- "DRAWN", GALLERY TARGET, Tokyo, Japan
- "PAPER PEOPLE", PARCO MUSEUM TOKYO, Tokyo, Japan
- "POCKET PARENTS", NANZUKA 2G, Tokyo, Japan
- "Hello Again", Albus Gallery, Seoul, South Korea

2020
- "Les Gens", Alice Gallery, Brussels, Belgium
- "Les Sources - Nicolas & Jean JULLIEN", Galerie Slika, Lyon, France
- "HOME SLICE", Chandran Gallery, San Francisco, US (Online Exhibition)

2019
- "PETRICHOR", Alice gallery, Brussels, Belgium
- "LESCONIL", NANZUKA, Tokyo, Japan
- "The Aromatics", Chandran Gallery, San Francisco, US

2018
- Le Volet Jaune", Alice Gallery, Brussel, Belgium
- "Le Jardin Bleu", Chandran Gallery, San Francisco, US
- "GIG", Arsham/Fieg Gallery, New York, US
- "LE WEEK-END", Galerie Slika, Lyon, France